# Heterothyonidae
Famille
Les Heterothyonidae sont une famille d'holothuries (concombres de mer) de l'ordre des Dendrochirotida.

## Liste des genres
Selon World Register of Marine Species (2 avril 2021) :
- genre Heterothyone Panning, 1949
- genre † Strobilothyone Smith & Gallemí, 1991